# 石河镇 (大竹县)
石河镇，是中华人民共和国四川省达州市大竹县下辖的一个乡镇级行政单位。2019年12月，撤销双拱镇、二郎镇、李家乡和蒲包乡，将原双拱镇、原二郎镇、原李家乡和原蒲包乡所属行政区域划归石河镇管辖。

## 行政区划
石河镇下辖以下地区：
社区、五四村、严家桥村、刘家场村、长官坪村、炉山村、新华村、宝华村、玉子铺村、东方红村、前锋村、福利村、桂峰村和五通村。